# Glenea quadriplagiata
Glenea quadriplagiata är en skalbaggsart som beskrevs av Stefan von Breuning 1956. Glenea quadriplagiata ingår i släktet Glenea och familjen långhorningar. Inga underarter finns listade i Catalogue of Life.